# Arabian Prince
Kim Renard Nazel (Compton, 17 de junho de 1965) mais conhecido por seus nomes artísticos Arabian Prince e Professor X, é um rapper estadunidense. Ele é conhecido por ser um dos fundadores do grupo de gangsta rap N.W.A.

## Começo da Carreira
Arabian nasceu na cidade de Compton mas foi criado em Inglewood, Califórnia, Lezan decidiu que iria seguir a carreira de DJ quando foi visitar seu pai numa estação de rádio local especializada em funk e soul  chamada KACE. Enquanto estava no ensino médio, Lezan começou a vender mixtapes que fazia ao lado de seu pai e até a hora em que se formou já tinha trabalhado como DJ em vários eventos escolares na área de Inglewood. Ele começou a trabalhar num clube de Los Angeles, cidade onde começou a ganhar notoriedade no cenário do hip hop e da música eletrônica. Antes de começar a gravar oficialmente, também foi um membro do Uncle Jamm's Army. Através do grupo, ele conheceu músicos como Egyptian Lover, Ice T, D.J. Pooh, DJ Slip e muitos outros. Durante sua estadia no UJA, ele foi DJ em várias festas realizadas no sul da Califórnia.

### Bobby Jimmy & The Critters
Entre o final de 1983 e o início de 1984, Prince conheceu o radialista Russ Parr e logo virou membro da recém formada banda Bobby Jimmy & the Critters. Ao contrário de Uncle Jamm's Army, seu próximo grupo não realizou grandes festas, mas serviu como um lugar para Prince aprimorar suas técnicas de produção. Ficou conhecido por ter produzido a maioria das batidas da banda e por fazer algumas vozes de fundo. Com 19 anos, foi influenciado pelos músicos Shayne Fair e Michael Berebes a lançar seu primeiro single, Strange Life pela gravadora Rapsur Records, de Russ Parr. No mesmo ano ele também produziu dois singles para o álbum Ugly Knuckle Butt. No ano seguinte ele ajudou na co-produção do álbum Fresh Guys do Bobby Jimmy & the Critters. Após a fusão da Rapsur com a Macola, Prince lança outro single, seu aclamado Situation Hot. Ele continuou com a banda por mais dois anos, e lançou Roaches: The Beginning (1986) e Back and Proud (1987).

### N.W.A.
Durante alguns concertos, Arabian Prince conheceu Dr. Dre e o World Class Wreckin' Cru'. Enquanto Bobby Jimmy & The Critters começava a decair, Dr. Dre e Eazy-E começaram a trabalhar seriamente num material. Um convite para integrar um novo grupo de rap (provavelmente vindo de Dr. Dre), levou Arabian a ser um dos fundadores do que viria a ser chamado de N.W.A. O grupo começou a trabalhar seriamente num material após a saida de Dr. Dre e DJ Yella do WCWC.  A Macola Records assinou um contrato com o grupo e os deixou colocar seu material em prática. Era para os Negros De Atitude serem originalmente formados por Dre e Eazy-E (um jovem traficante de Compton), porém Dre chamou seu amigo DJ Yella e um garoto que Dre havia ajudado a lançar um single, Ice Cube. Em 1988 Eazy chamou MC Ren (um garoto recém formado na Compton's Dominguiz High School) e assim estava formada a versão mais famosa da banda. Um ano antes, lançaram Boyz-n-the-Hood (sob o nome de Eazy-E), uma música escrita por Cube que originalmente era para ser cantada por HBO, uma banda assinada com a Ruthless Records. A estréia oficial da banda foi com os singles 8-Ball, Panic Zone e Dopeman. Alguns artistas como K-Dee, DJ Scratch e Candy Man só serviram para dar o nome ao grupo, mas nunca gravaram junto com os outros rappers.

## Carreira Solo
Arabian Prince saiu do grupo em 1988, escolha que tomou após perceber que era inútil, pois Eazy-E, Ice Cube e MC Ren já eram os performistas, sendos os dois últimos os compositores e Dr. Dre e DJ Yella eram os produtores. Em 1989 lançou Brother Arab, um disco de 11 faixas porém não conseguiu muito sucesso. Em 1990 lança Situation Hot, uma compilação dos seus primeiros singles antes do N.W.A. no formato de
fita cassete. Em 1993 lança Where's My Bytches e então pára de gravar. Em 2007 Lezan reiniciou sua carreira com o disco "Professor X". Também em 2007, Mik trabalhou como DJ em um tour feito pela sua gravadora, a Stones Throw Records. Em 2008, Stones Throw lançou uma coletânea musical com seu material dos anos 80.

## Volta ao N.W.A
Em 2015, com a reunião e a volta do grupo, apos a primeira turne em 2015 ele foi chamado para o grupo e ele aceitou o convite, agora ele é o produtor musical do grupo juntamente com DJ Yella.

## Discografia

### Álbuns de estúdio
- Brother Arab (1989) Orpheus Music / Capitol Records
- Situation Hot (1990) Macola Records Co.
- Tha Underworld Followed (1992) EMI Records
- Where's My Bytches (1993) Da Bozak Records
- Greatest Hits (1998) Street Dance Records
- Professor-X (2007) Clone Records
- Innovative Life.The Anthology.1984-1989 (2008) Stones Throw Records
- Back From a Dead (2009) Stones Throw Records

### Com o N.W.A
- Panic Zone (1987)
- N.W.A. and the Posse (1987)
- Straight Outta Compton  (1988)